# COL11A2
COL11A2 (colágeno tipo XI, cadena alfa 2) es un gen humano de los varios genes que producen las instrucciones para la producción de colágeno tipo XI. El gen COL11A2 produce uno de los componentes de este tipo de colágeno llamado cadena pro-alfa2 (tipo XI). El colágeno tipo XI es un elemento esencial en la estructura y fuerza de los que tejidos que sustentan los músculos del cuerpo, articulaciones, órganos y piel (el tejido conectivo).
La cadena pro-alpha2(XI) se combina con la cadena pro-alpha1(XI) y la cadena pro-alpha1(II) para formar la molécula de pro-colágeno XI. 
El gen COL11A2 está localizado en el brazo corto (p) del cromosoma 6 (humano) en la posición 21.3, desde pb par de bases 33,238,446 hasta pb 33,268,222.